# Pontresina
Pontresina (rétorománsky Puntraschigna) je obec ve švýcarském kantonu Graubünden, okresu Maloja. Nachází se v horní části údolí Engadin, asi 5 kilometrů východně od Svatého Mořice, v nadmořské výšce 1 805 metrů. Žije zde přibližně 2 200 obyvatel a je také známým zimním střediskem.

## Geografie
Pontresina je nejvýše položená obec v údolí Engadin. Je obklopena horskými vrcholy vysokými přes 4 000 m. Tato lokalita přitahuje horolezce již od 19. století. Obzvláště působivý je masiv Piz Bernina. Dalšími známými horami jsou Las Sours (Dvě sestry), Piz Alv a Piz Languard.
Dva lyžařské areály Diavolezza (2 978 m) a Lagalb (2 893 m) se nacházejí v průsmyku Bernina. Z centra obce vede sedačková lanovka na Alp Languard (2 330 m). Kousek za Pontresinou, na cestě do Samedanu, se nachází údolní stanice lanovky na Muottas Muragl (2 456 m) v osadě Punt Muragl.

## Název
Interpretace prvních doložených zmínek v latinských spisech o Pontem Sarisinam (1137) a Ponte Sarracino (1303) je sporná; někteří historici ji překládají jako „saracénský most“ a vidí souvislost mezi pojmenováním a arabskou invazí do Švýcarska v 10. století. Podle jiného vysvětlení je název odvozen od mostu pojmenovaného „Ponte sarasinae“ podle jeho stavitele Saraschina.

## Historie

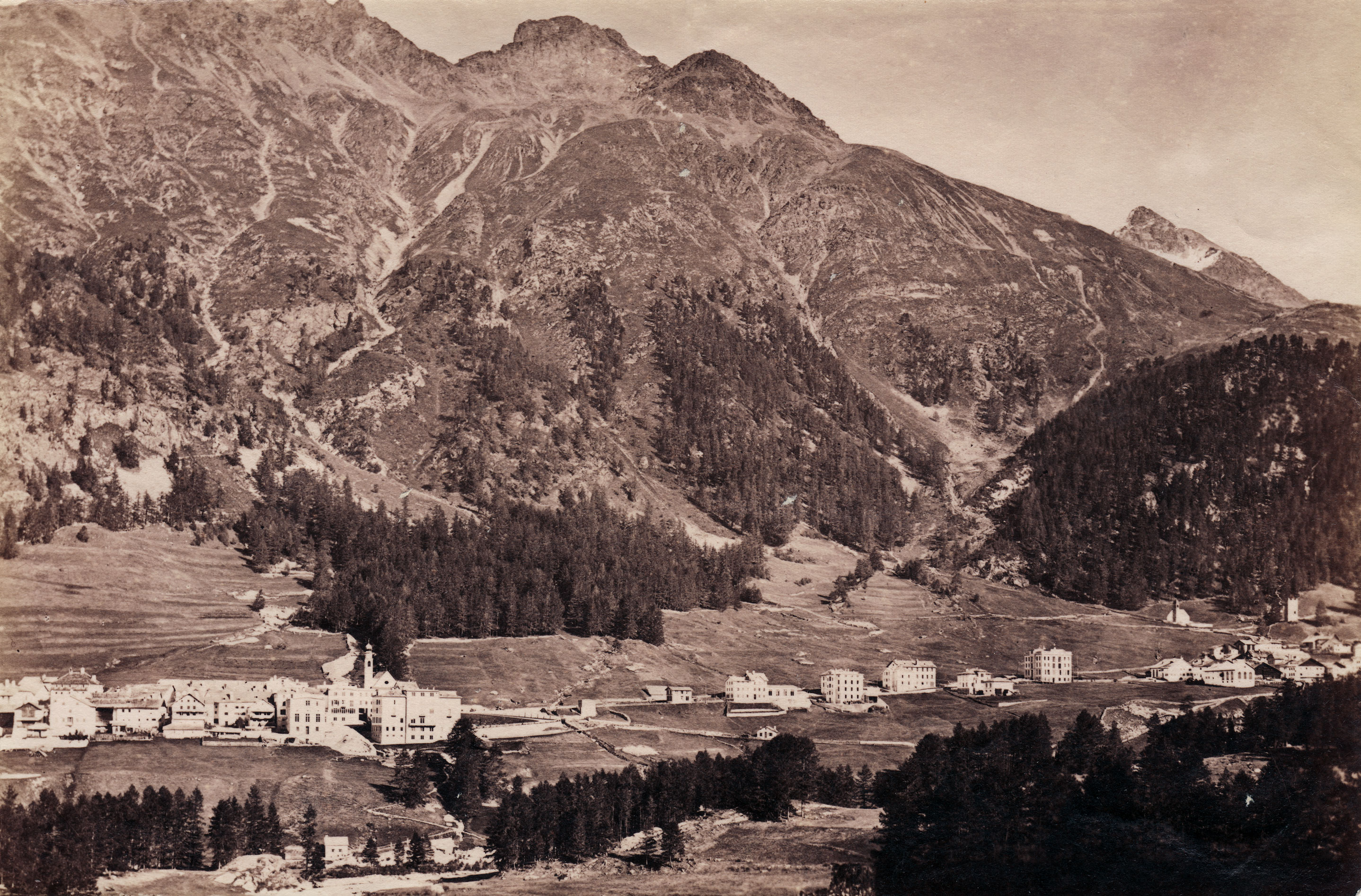
Historický pohled na Pontresinu (1880)

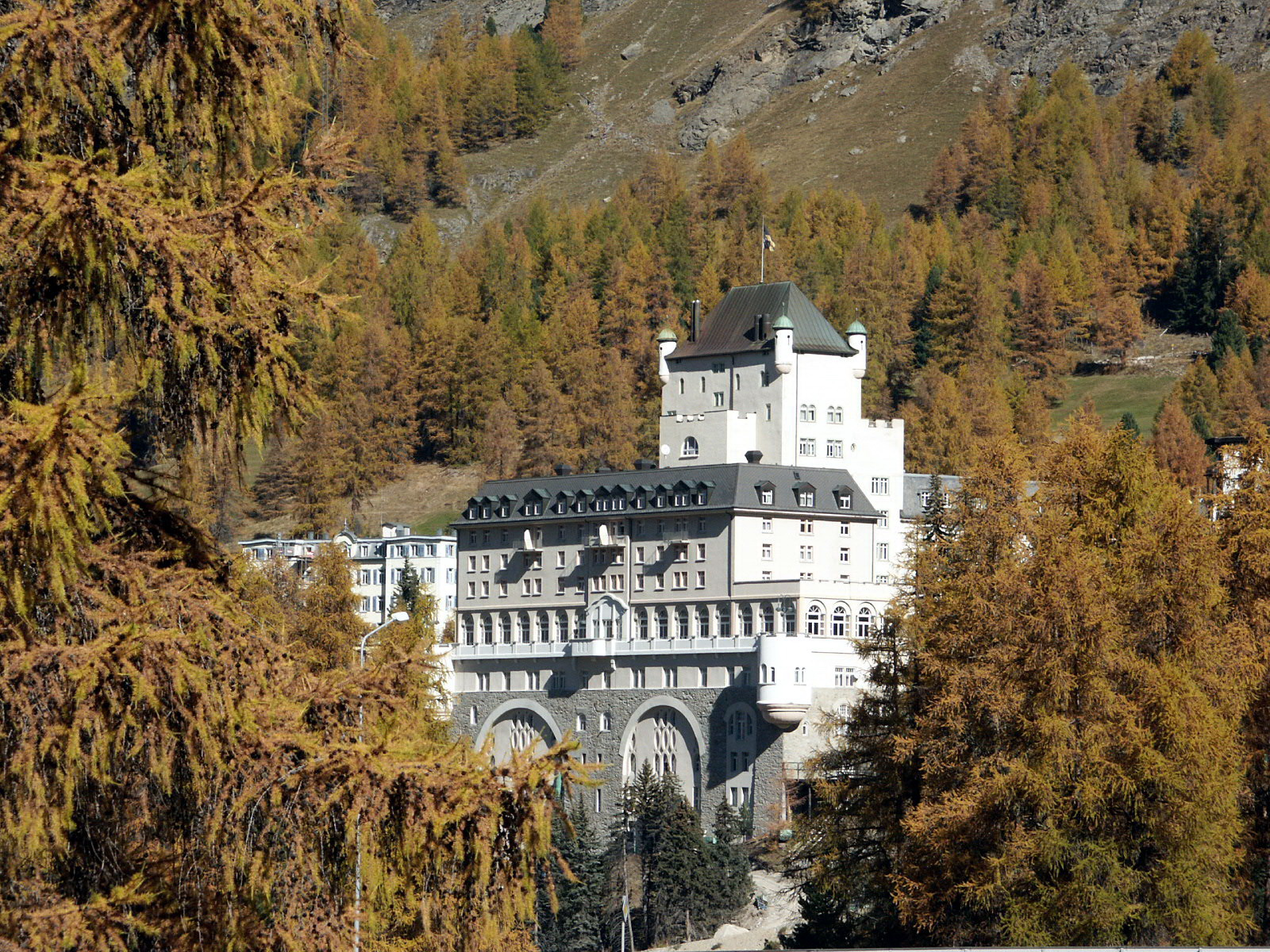
Jeden ze slavných místních hotelů – Schlosshotel

Oblast byla osídlena v době bronzové. Nedávno objevené vykopávky však poukazují až na 8000letou historii osídlení v Pontresině. Kolem poloviny 14. století byla horní část údolí rozdělena do dvou komunit. Odpoutání od diktatury biskupství Chur bylo dosaženo až v roce 1526.
Pontresina vděčí za svůj význam poloze v průsmyku Bernina a cestovnímu ruchu. Ve středověku byla obec významnější než sousední Svatý Mořic. Z této doby však zbylo jen několik budov, protože Pontresinu na počátku 18. století zpustošil rozsáhlý požár. Po otevření prvního hostince v roce 1850 se začal rozvíjet cestovní ruch. V roce 1871 byl založen místní spolek horských vůdců a v létě 1885 zde bylo již 2 000 hostů.
Dalšího rozmachu se obec dočkala v roce 1908, kdy byla otevřena Berninská dráha, spojující Svatý Mořic s údolím Poschiavo a italským Tiranem, a která byla o 35 let později převzata Rhétskou dráhou. Pontresina se tak stala jedním ze železničních uzlů Engadinu.
Během obou světových válek byl Berninský průsmyk opevněn proti útočníkům z Poschiava na blokádě Berninahäuser na jihovýchodě území obce.

## Obyvatelstvo
| Rok            | 1850 | 1900 | 1950 | 1980 | 1990 | 2000 | 2005 | 2010 | 2012 | 2014 | 2019 |
| Počet obyvatel | 270  | 488  | 774  | 1726 | 1604 | 2191 | 1911 | 1994 | 2080 | 2161 | 2147 |

### Jazyky
Původně místní obyvatelé používali výhradně hornoengadinský dialekt rétorománštiny, tzv. putèr. S rozvojem cestovního ruchu od poloviny 19. století se však tradiční jazyk rychle vytratil. Už v roce 1880 uvádělo rétorománštinu jako svůj mateřský jazyk pouze 45,7 % obyvatel. Neustálý pokles rétorománštiny pokračuje dosud (poslední údaj z roku 2000: 7,94 %). Dnes je jediným úředním jazykem v Pontresině němčina. Ještě okolo roku 1990 byla vyučovacím jazykem na místní základní škole pouze rétorománština, v současnosti se od mateřské školy (scouletta) až po 9. třídu vyučuje dvojjazyčně v rétorománštině a němčině. Následující tabulka ukazuje vývoj v posledních desetiletích:
| Jazyky         | 1880   | 1900  | 1900     | 1941   | 1970    | Sčítání lidu 1980 | Sčítání lidu 1980 | Sčítání lidu 1990 | Sčítání lidu 1990 | Sčítání lidu 2000 | Sčítání lidu 2000 |
| Jazyky         | Podíl  | Počet | Podíl    | Podíl  | Podíl   | Počet             | Podíl             | Počet             | Podíl             | Počet             | Podíl             |
| -------------- | ------ | ----- | -------- | ------ | ------- | ----------------- | ----------------- | ----------------- | ----------------- | ----------------- | ----------------- |
| Němčina        |        | 252   | 51,64 %  |        |         | 990               | 57,36 %           | 993               | 61,91 %           | 1264              | 57,69 %           |
| Rétorománština | 45,7 % | 164   | 33,61 %  | 26,7 % | 16,22 % | 250               | 14,48 %           | 194               | 12,09 %           | 174               | 7,94 %            |
| Italština      |        |       |          |        |         | 362               | 20,97 %           | 290               | 18,08 %           | 353               | 16,11 %           |
| Portugalština  |        |       |          |        |         |                   |                   |                   |                   | 198               | 9,04 %            |
| Ostatní jazyky |        | 72    | 14,75 %  |        |         | 124               | 7,18 %            | 127               | 7,92 %            | 202               | 9,22 %            |
| Počet obyvatel |        | 488   | 100,00 % |        |         | 1726              | 100,00 %          | 1604              | 100,00 %          | 2191              | 100,00 %          |

## Památky a zajímavosti

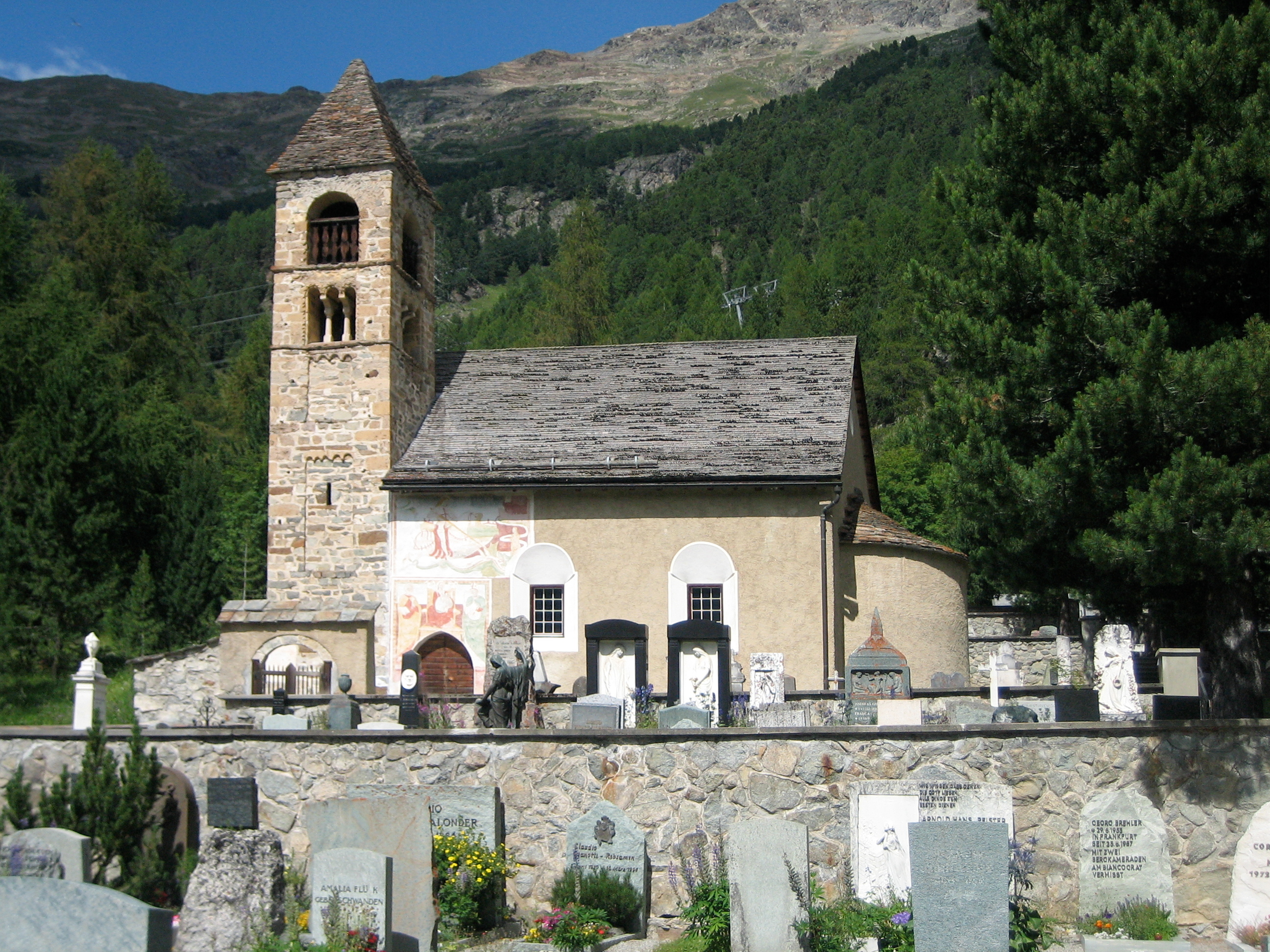
Kostel sv. Marie

Mezi navštěvovaná místa v Pontresině patří farní kostel svaté Marie s freskami. Turisté vyhledávají i maurskou věž nebo Grand Hotel Pontresina. Pro milovníky horské historie je zde Alpské muzeum.

## Sport
Pontresina si již léta udržuje velkou tradici klasického lyžování. Konaly se zde Světové poháry v běhu na lyžích a biatlonu, Kontinentální poháry, závody FIS, mistrovství Švýcarska, mistrovství světa juniorů a mnoho regionálních a juniorských závodů. Mezi nejpůsobivější akce patřily noční sprinty centrem obce, které se konaly na ulici pokryté umělým sněhem za účasti špičkových závodníků Světového poháru. Od roku 2008 je Pontresina také cílem nově zavedeného půlmaratonu v rámci Engadin Skimarathonu. Od sezony 2016/17 Pontresina hostí také prolog seriálu běžeckých závodů Ski Classics.
Naposledy se v Pontresině konal závod Světového poháru v alpském lyžování 5. prosince 1982, na začátku sezóny Světového poháru 1982/83, a to sjezd mužů. Mistrovství světa v alpském lyžování Pontresina zatím naposledy hostila roku 2003, a to společně se Svatým Mořicem.

## Doprava

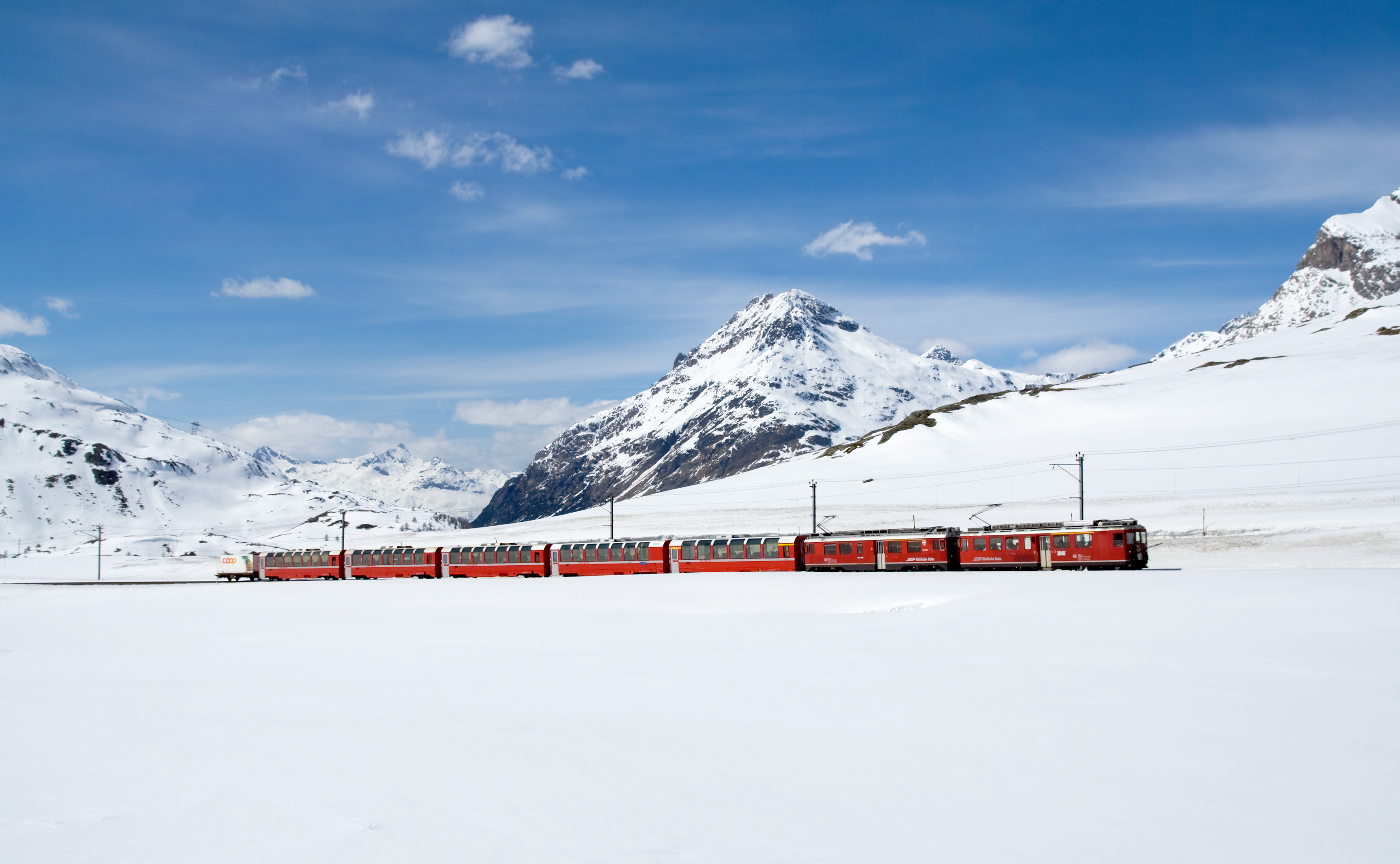
Bernina Express na cestě přes průsmyk Bernina z Pontresiny do Poschiava

Pontresina leží na kantonální hlavní silnici č. 29 (Svatý Mořic – Berninapass – Poschiavo – Tirano), vedoucí obchvatem okolo obce se sjezdem do jejího centra. Od roku 1969 přes ni jezdil autobus Bernina Express z Churu do Tirana, jenž byl později nahrazen slavnějším stejnojmenným vlakem (viz níže).
Již na počátku 20. století se Pontresina stala jedním ze železničních uzlů horního Engadinu. Roku 1908 byla otevřena Berninská dráha, vedoucí přes stejnojmenný průsmyk do Itálie. Souběžně s ní byla otevřena také krátká spojovací trať do Samedanu na Albulské dráze. Berninská dráha je elektrifikována od svého počátku stejnosměrnou napájecí soustavou 1 000 V, zatímco trať do Samedanu střídavou soustavou 11 kV 16,7 Hz. Stanice Pontresina je tak významná z důvodu styku těchto dvou odlišných napájecích systémů. Od roku 1973 je v provozu slavný Bernina Express, spojující Chur, Pontresinu a italské Tirano. Do roku 2011 se v místní stanici prováděla výměna lokomotiv u tohoto vlaku; od tohoto data se používají nové jednotky Allegra, schopné provozu na obou napájecích soustavách.

## Osobnosti
- Wilhelm Conrad Röntgen (1845–1923), fyzik a první držitel Nobelovy ceny za fyziku, často zde trávil letní prázdniny
- Giovanni Segantini (1858–1899), malíř, žil a zemřel v Pontresině
- Konstantin I. Řecký (1868–1923), řecký král, léčil se v místních lázních
- Toni Rüttimann (* 1967), stavitel mostů